# Pacałycha
Pacałycha – zespół kabaretowy, założony w 1988 r. w Bytomiu przez Danutę Skalską.
Początki działalności to odtwarzanie lwowskiego klimatu w programach według scenariusza Danuty Skalskiej: "Ni ma jak Lwów", "Bal u cioci Bańdziuchowej", "Serce batiara" i "Tylko we Lwowie".
Zespół ma na swoim koncie setki występów w kraju i za granicą (m.in. we Lwowie, Chicago, na Florydzie), programy radiowe i telewizyjne np. cykliczny "Oj, ni ma jak Lwów" w TVP Katowice, występy na Festiwalu Kultury Kresowej w Mrągowie.
Kabaret współorganizuje akcje charytatywne dla Polaków na Kresach, koncertuje na rzecz pomocy niepełnosprawnym, odbudowy Cmentarza Obrońców Lwowa, pomocy dzieciom z Kresów i Śląska.
We wrześniu 2007 Szczepku (Ryszard Mosingiewicz) i  Tońciu zdobyli I miejsce a także nagrodę specjalną za najlepiej wykonaną piosenkę w lwowskim bałaku na Festiwalu Piosenki Lwowskiej w Krakowie.